# Milan Bogdanović
Milan Bogdanović (srbsko Милан Богдановић), srbski književnik, predavatelj in akademik, * 4. januar 1892, † 28. februar 1964.
Bogdanović je deloval kot profesor za sodobno jugoslovansko književnost na Univerzi v Beogradu in upravnik Narodnega gledališča v Beogradu ter bil dopisni član Slovenske akademije znanosti in umetnosti (od 2. junija 1953).